# A.R.S.E.N.A.L. “Extended Power”
A.R.S.E.N.A.L. Extended Power — компьютерная игра в жанре стратегии реального времени на тему Второй мировой войны. Имеет сходство с серией игр Command & Conquer.

## Особенности игры
- 40 видов юнитов (наземные, воздушные, морские)
- Модели юнитов основаны на реальных моделях техники
- Детальная настройка игрока
- Необычный игровой процесс, система рейтинга юнитов
- Система дипломатии, топливный менеджмент

## Критика
Игра была принята крайне неоднозначно. Рецензенты положительно отмечали старания разработчиков внести новые элементы в жанр RTS, но при этом в минус ставился недоделанный баланс и слабый контроль над подчинёнными войсками. Это объясняется не совсем удобным интерфейсом и сложностью использования горячих клавиш.